# Rekarreks
Het Rekarreks is het dialect van de Nederlandse plaats Ridderkerk (provincie Zuid-Holland). Het klassieke dialect is sterk afwijkend van het Nederlands en lang niet iedereen zou het kunnen verstaan. Tegenwoordig wordt dit klassieke dialect nog maar amper gesproken, een verwaterde versie is echter nog springlevend. 

## Tekstvoorbeeld van het Oud-Rekarreks
Een pôôssie laeter kwam de man weer ferrom. Anstons gong de vrouw nae-s-em toe, in zoend'n um dat 't klapte in dee net of ter niks gebeurd en was. 't Eeste, waer de man nae vroog, was nae z'n andere andere vrouw mit d'r zeun. 'Die vrouw is dôôd' zaai dâ gemêêne wijf, 'in je zeun is een 14 daeg gelee weg gegaon, zonder te zegge, waer die nae toe gong'.